# Mahnaz Afshar

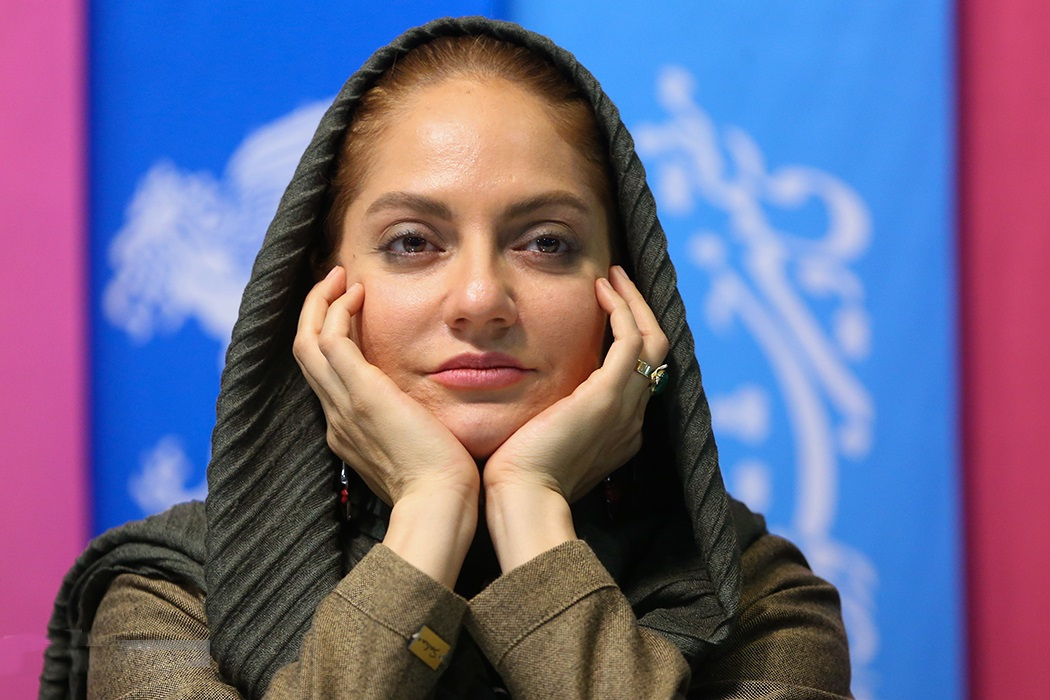
Mahnaz Afshar, 2019

Mahnaz Afshar (persisch مهناز افشار; * 10. Juni 1977 in Teheran, Iran) ist eine iranische Schauspielerin.

## Leben und Karriere
Afshar wurde am 10. Juni 1977 in Teheran geboren. Sie schloss ihr Abitur in Naturwissenschaften ab. Ihr Debüt gab sie 1998 in der Fernsehserie Gomshodeh. Danach war sie in dem Film Doostam zu sehen. Anschließend wurde sie für den Film Shore Eshgh gecastet, welches positive Kritiken erhielt. Unter anderem trat sie in Atash-bas auf. Ihren Durchbruch hatte Afshar in dem Film Salad-e Fasl. Afshar war einer der Juroren von Persia’s got talent, einem Ableger der britischen Talentshow Britain’s Got Talent, die auf MBC Persia ausgestrahlt wird. Von 2014 bis 2019 war sie mit dem Geschäftsmann Jasin Ramin verheiratet.

## Filmografie
Filme
- 1999 Friends
- 2000 The Young Lions
- 2001 The Passion of Love
- 2001 Gray
- 2002 Gem
- 2002 A Girl in Cage
- 2003 Poisonous Honey
- 2004 Coma
- 2004 13 Cats on the Roof
- 2005 Season Salad
- 2005 Aquarium
- 2006 Men at Work
- 2006 Who killed Amir?
- 2006 Cease Fire
- 2006 Trap
- 2007 The Trial
- 2007 The Boss
- 2007 Kalagh Par
- 2008 Reflection
- 2008 Invitation
- 2008 Shirin
- 2008 Tonight is the Moonlight Night
- 2009 The Day Goes and the Night Comes
- 2009 Poopak and Mash Mashallah
- 2010 Pay Back
- 2010 Memory
- 2010 Eve's Daughter, Adam's Son
- 2010 The Third Floor
- 2011 Fairy Tale
- 2011 A Simple Love Story
- 2012 A Simple Love Story
- 2012 Wooden Bridge
- 2012 The Snow on the Pines
- 2013 No Where, No Body
- 2013 From Tehran to Paradise
- 2013 Good to Be Back
- 2014 Metropole
- 2014 Alien
- 2014 Teacher
- 2015 Sperm Whale
- 2016 A House on 41st Street
- 2016 Delighted
- 2017 I Want to Dance
- 2017 Gilda
- 2018 Sperm Whale 2: Roya's Selection
- 2018 Axing
- 2018 Los Angeles Tehran
- 2019 The Agitation
- 2019 Suddenly a Tree
- 2019 Oath
- 2019 Hotel New Moon
- 2019 Kingslayer
- 2019 Blue Like the Color of the Sky

Serien
- 2013 Love is not dead, 26 Episoden
- 2016 Asheghaneh (Amourous), 17 Episoden
- 2017 Golshifteh, 16 Episoden

Sendungen
- 1998 Lost
- 2013 Red Hat
- 2020–2022 Persia`s Got Talent (Jurorin)

## Theater
- 2011 We came and left
- 2014 Gathering of Shakespeare/s Woman
- 2017 Oliver Twist